# Manakin auréole
Pipra aureola
Espèce
Statut de conservation UICN

 LC  : Préoccupation mineure
Le Manakin auréole (Pipra aureola) est une espèce de passereaux de la famille des Thraupidae.

## Répartition

répartition

Cet oiseau peuple l'île de Marajo et les zones littorales de l'Amazone et du bouclier guyanais.